# Um Simples Servo
Um Simples Servo é o terceiro álbum de estúdio da cantora Leonor, lançado em 1998 pela Line Records.

## Faixas
1. Nem Cravos Nem Cruz
2. Jerusalém de Ouro
3. Um Simples Servo
4. Fogueira Santa II
5. Eu Irei
6. Ele Voltará
7. Estar em Israel
8. Além do Meu Entender
9. Viver Pra Te Amor
10. Templo do Espírito
11. Sou Teu Israel
12. Por Mim e Por Você
13. Brincar de Viver
14. Salmo 23